# Litueche
Litueche – miasto w Chile, w regionie O’Higgins, w prowincji Cardenal Caro.